# Topologia
|  | No s'ha de confondre amb Topografia. |

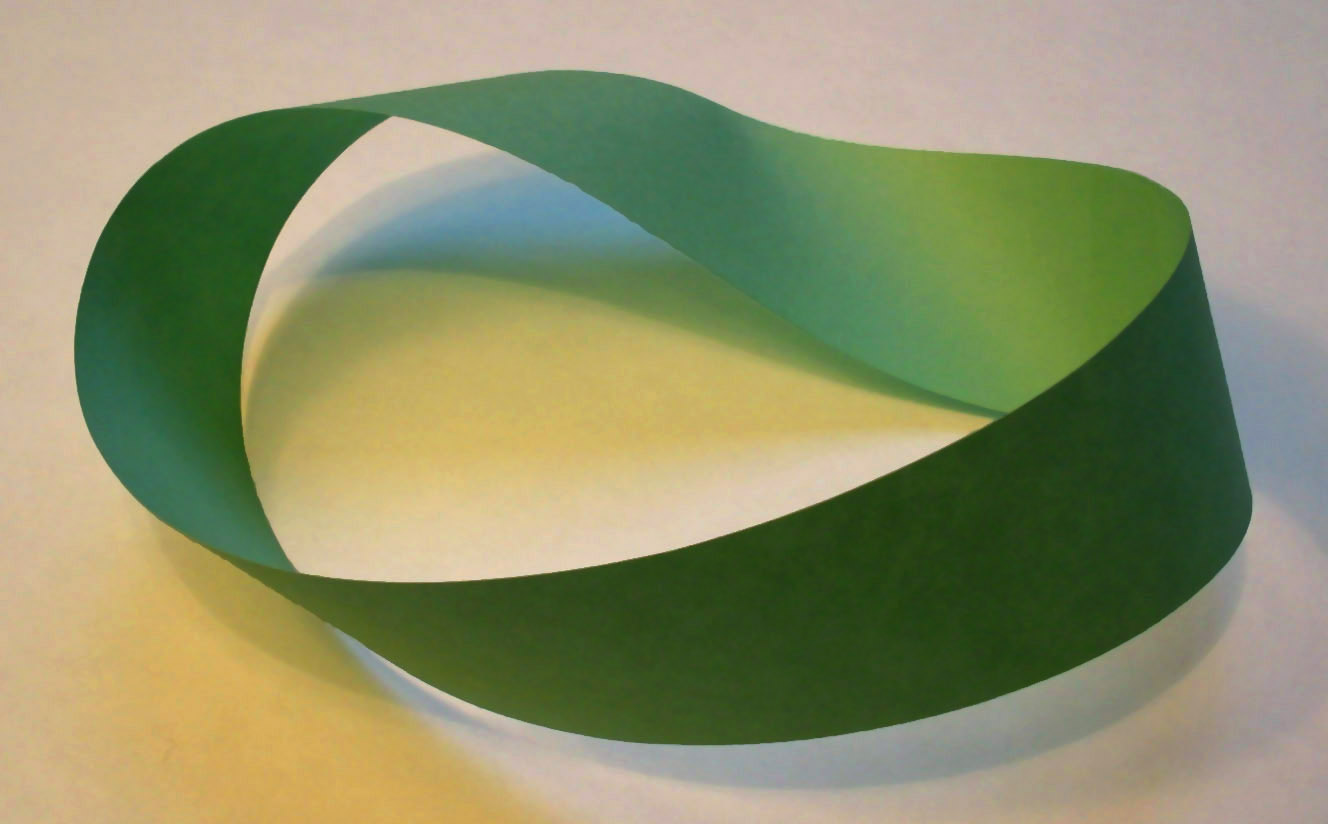
Una cinta de Möbius, un objecte amb només una superfície i una vora. Aquest tipus d'estructures són objecte de l'estudi de la topologia.

La topologia (del Grec topos, lloc i logos, ciència) és una branca de les matemàtiques que estudia les propietats espacials i les deformacions bicontínues (dues dimensions) de l'espai.
Topologia també es refereix a un objecte matemàtic situat en aquesta àrea. En aquest sentit, una topologia és una família de conjunts oberts que contenen des del conjunt buit fins a l'espai ple. Un espai equipat amb topologia és un espai topològic. Algunes propietats importants relacionades amb la topologia són la connectivitat i la compacitat.
La topologia es va desenvolupar com una àrea d'estudi a partir de la geometria i la teoria de conjunts, mitjançant anàlisis de conceptes com «espai», «dimensió» i «transformació». Aquestes idees es remunten a Gottfried Leibniz, qui en el segle xvii va introduir la geometria situs (en grecollatí, "geometria de lloc") i analysis situs (en grecollatí, "separar en peces un lloc"). Leonhard Euler és considerat el primer a aconseguir resultats de naturalesa topològica, com el problema dels set ponts de Königsberg, de 1736, i la fórmula dels políedres. El terme topologia fou introduït per Johann Benedict Listing durant el segle xix, encara que no va ser fins a principis del segle xx quan es va desenvolupar la idea d'espai topològic. L'alemany Felix Hausdorff és sovint citat com el pare de la topologia moderna. A mitjans del segle xx, la topologia ja es va convertir en una àrea d'estudi major de les matemàtiques.
La topologia té diverses subàrees d'estudi:
- La topologia general estableix els aspectes fonamentals de la topologia, i investiga les propietats dels espais topològics i els conceptes inherents als espais topològics. Inclou la topologia fundacional utilitzada en les altres àrees (amb el tractament de conceptes com la connectivitat i la compacitat).
- La topologia algebraica té com a objectiu mesurar els graus de connectivitat, emprant construccions algebraiques com l'homologia i l'homotopia.
- La topologia diferencial és la disciplina que estudia les funcions diferenciables sobre varietats diferenciables. Està íntimament lligada a la geometria diferencial i, unides, configuren la teoria geomètrica de les varietats diferenciables.

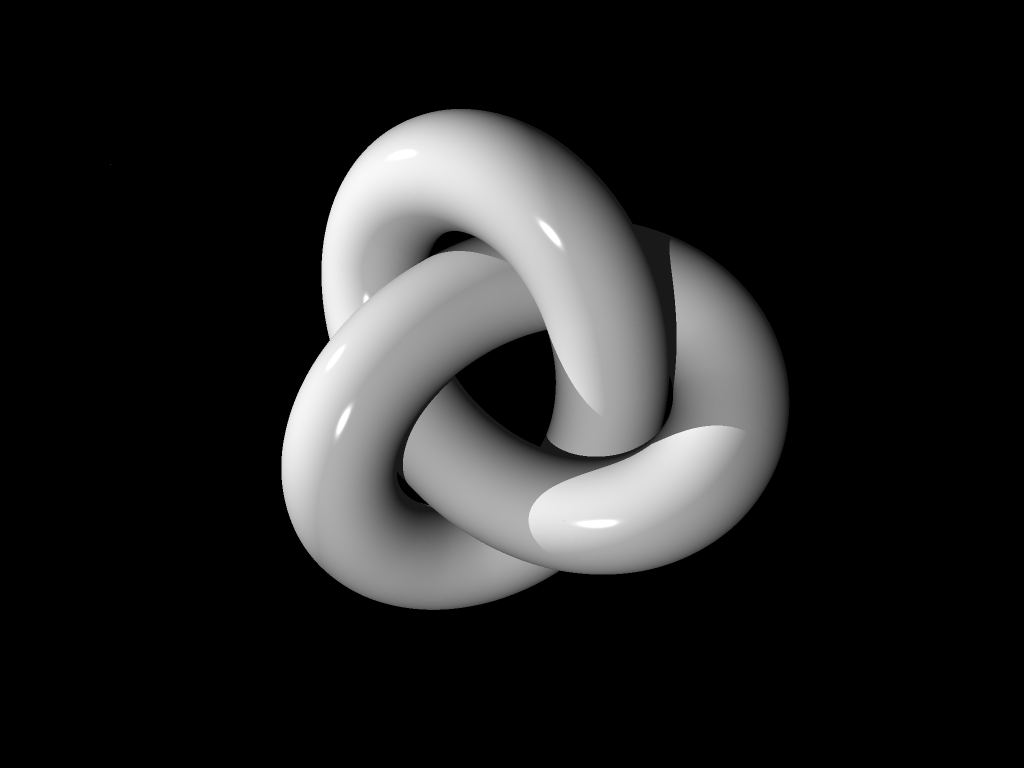
Una representació tridimensional d'un nus trifoli, l'exemple més simple d'un nus no trivial

- La topologia geomètrica estudia, principalment, les varietats i les seves immersions en altres varietats. Una àrea particularment activa és la topologia de baixa dimensió,[nota 1] que estudia les varietats de fins a 4 dimensions. Això inclou la teoria de nusos, l'estudi dels nusos matemàtics.

## Història

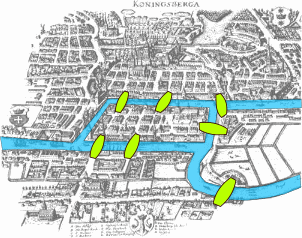
Els set ponts de Königsberg és un problema que fou resolt per Euler.

Els inicis de la topologia es troben al segle xviii. Fins llavors els problemes matemàtics han estat vinculats, en major o menor grau, a la idea de mesura, magnitud o distància, i en aquesta època es comencen a plantejar problemes en què deixen de tenir importància, Gottfried Wilhelm Leibniz, el primer matemàtic que ho va estudiar l'anomenava Geometria situs o Analysis situs, i el segle xix es va conèixer com topologia.
La topologia, entesa com a disciplina matemàtica ben definida, sorgeix a començaments del segle xx, però ja existien certs resultats aïllats durant els segles anteriors. Entre aquests resultats cal destacar certes qüestions sobre geometria investigades per Leonhard Euler. Es considera que la seva publicació de 1736 sobre els set ponts de Königsberg és una de les primeres aplicacions pràctiques de la topologia. El 14 de novembre de 1750, Euler va escriure a un seu amic que s'havia adonat de la importància de les arestes d'un políedre. Això el va portar a la Relació d'Euler, V − E + F = 2 (on V, E i F indiquen, respectivament, el nombre de vèrtexs, arestes i cares del políedre). Alguns autors afirmen que aquest resultat és el primer teorema de la història de la topologia.
Altres matemàtics que van contribuir al desenvolupament de la topologia foren Augustin-Louis Cauchy, Ludwig Schläfli, Johann Benedict Listing, Bernhard Riemann i Enrico Betti. Listing va introduir el terme "Topologie" a la seva obra Vorstudien zur Topologie (alemany) l'any 1847, però se sap que ja l'havia utilitzat anteriorment en la seva correspondència, abans de la primera aparició impresa. En anglès, el terme "topology" es va utilitzar l'any 1883 en l'obituari de Listing a la revista Nature:
| «                                 | (anglès) ...to distinguish what may be called qualitative geometry from the ordinary geometry in which quantitative relations chiefly are treated. | (català) ...per tal de distingir allò que es pot anomenar geometria qualitativa de la geometria ordinària, on hom tracta les relacions quantitatives. | » |
| — Peter Guthrie Tait, Nature (27) | | |   |

Aquesta feina inicial fou corregida, consolidada i ampliada per Henri Poincaré. L'any 1895 va publicar la seva obra revolucionària a Analysis Situs, que introduïa els conceptes que actualment es coneixen com a homotopia i homologia, ara considerades part de la topologia algebraica.
| Varietat                                                   | Nombre d'Euler χ | Orientabilitat | Nombres de Betti | Nombres de Betti | Nombres de Betti | Coeficient de torsió (unidimensional) |
| Varietat                                                   | Nombre d'Euler χ | Orientabilitat | b0               | b1               | b₂               | Coeficient de torsió (unidimensional) |
| ---------------------------------------------------------- | ---------------- | -------------- | ---------------- | ---------------- | ---------------- | ------------------------------------- |
| Esfera                                                     | 2                | Orientable     | 1                | 0                | 1                | cap                                   |
| Tor                                                        | 0                | Orientable     | 1                | 2                | 1                | cap                                   |
| Tor amb 2 forats                                           | −2               | Orientable     | 1                | 4                | 1                | cap                                   |
| Tor amb g forats (Gènere = g)                              | 2 − 2g           | Orientable     | 1                | 2g               | 1                | cap                                   |
| Pla projectiu                                              | 1                | No orientable  | 1                | 0                | 0                | 2                                     |
| Ampolla de Klein                                           | 0                | No orientable  | 1                | 1                | 0                | 2                                     |
| Esfera amb c cross-caps(en)                                | 2 − c            | No orientable  | 1                | c − 1            | 0                | 2                                     |
| Varietat bidimensional amb g forats i c cross-caps (c > 0) | 2 − (2g + c)     | No orientable  | 1                | (2g + c) − 1     | 0                | 2                                     |

Maurice Fréchet, amb la unificació de les investigacions sobre espais de funcions realitzades per Georg Cantor, Vito Volterra, Cesare Arzelà, Jacques Hadamard, Giulio Ascoli i altres, va introduir la noció d'espai mètric l'any 1906. Actualment, es considera que un espai mètric és un cas especial d'un espai topològic general, on un espai topològic qualsevol pot originar diversos espais mètrics diferents. L'any 1914, Felix Hausdorff va encunyar el terme "espai topològic", i va donar la definició del que avui en dia es coneix com a espai de Hausdorff. Actualment, un espai topològic és una lleugera generalització dels espais de Hausdorff, donada l'any 1922 per Kazimierz Kuratowski.
La topologia moderna depèn fortament de les idees de la teoria de conjunts, desenvolupada per Georg Cantor a finals del segle xix. A més d'establir les idees bàsiques de la teoria de conjunts, Cantor va considerar els espais topològics de l'espai euclidià com a part del seu estudi de les sèries de Fourier.

## Introducció
La topologia es pot definir formalment com "l'estudi de les propietats qualitatives de certs objectes (anomenats espais topològics) que són invariants sota certs tipus de transformacions (anomenades funcions contínues), especialment aquelles propietats que són invariants sota un cert tipus de transformacions invertibles (anomenades homeomorfismes)."
El terme «topologia» també s'utilitza per referir-se a una estructura construïda sobre un conjunt X, una estructura que, essencialment, "caracteritza" el conjunt X com a espai topològic, mitjançant la consideració de propietats com convergència, connectivitat, i continuïtat, sota transformacions.
Els espais topològics sorgeixen de manera natural en gairebé qualsevol àrea de les matemàtiques. Això ha fet que la topologia sigui una de les grans idees unificadores de les matemàtiques.
El motiu que hi ha darrere de la topologia és que alguns problemes geomètrics depenen no de la forma exacta dels objectes implicats, sinó de la manera en què estan relacionats. Per exemple, el quadrat i la circumferència tenen moltes propietats en comú: tots dos són objectes unidimensionals (des d'un punt de vista topològic), i tots dos separen el pla en dues parts, la interior i l'exterior.
En una de les seves primeres publicacions sobre topologia, Leonhard Euler va demostrar que és impossible trobar una ruta a través de la ciutat de Königsberg (actualment Kaliningrad) que travessés cadascun dels seus set ponts exactament una vegada. Aquest resultat no depenia de les longituds dels ponts, ni de les distàncies entre els uns i els altres, sinó només sobre les propietats de connectivitat: quins ponts connecten quines illes o ribes. Aquest problema, conegut com els set ponts de Königsberg va portar a la branca de les matemàtiques coneguda com a teoria de grafs.

Una deformació contínua (un tipus d'homeomorfisme) d'una tassa en un dònut (tor)

De manera semblant, el teorema de la bola peluda de la topologia algebraica diu que "no es pot pentinar el pèl d'una bola peluda sense crear un remolí". Aquesta afirmació és acceptada com a certa per la majora de gent, encara que no reconeguin l'enunciat formal del teorema: no existeix cap espai vectorial tangent continu no nul sobre l'esfera. De la mateixa manera que amb els ponts de Königsberg, el resultat no depèn de la forma de l'esfera; és cert per a qualsevol tipus d'objecte similar a una esfera, sempre que no tingui forats.
Per tractar amb aquests problemes que no depenen de la forma exacta dels objectes, cal definir amb precisió les propietats que sí que es volen estudiar. A partir d'aquesta necessitat sorgeix la noció d'homeomorfisme. La impossibilitat de creuar tots els ponts només un cop ha de donar-se per a qualsevol col·lecció de ponts homeomorfa als de Königsberg, i el teorema de la bola peluda ha de ser cert a qualsevol espai homeomorf a una esfera.
Intuïtivament, dos espais són homeomorfs si es pot deformar l'un en l'altre sense tallar ni enganxar. Un acudit tradicional és que un topòleg no pot distingir una tassa de cafè d'un dònut, ja que hom podria deformar un dònut suficientment flexible en una tassa de cafè, pitjant sobre el dònut i eixamplant-lo progressivament, mentre que contrau el forat del dònut en la nansa de la tassa.
Hom pot considerar que l'homeomorfisme és l'equivalència topològica més bàsica. Una altra és la classe d'homotopia. La definició formal és una mica més complicada, però la noció general és que dos objectes tenen el mateix tipus homotòpic si tots dos són el resultat de "retorçar" un objecte més gran.
| Classes d'equivalència de l'alfabet llatí: | Classes d'equivalència de l'alfabet llatí: |
| Homeomorfisme                              | Tipus d'homotopia                          |
| ------------------------------------------ | ------------------------------------------ |
|                                            |                                            |

Un exercici introductori és classificar les lletres majúscules de l'alfabet llatí segons les seves equivalències d'homeomorfisme i d'homotopia. El resultat depèn parcialment de la font utilitzada. A la figura, s'ha utilitzat la font sans-serif Myriad. L'equivalència d'homotopia és una relació menys fina que l'homeomorfisme; una classe d'equivalència per homotopia pot contenir diverses classes d'homeomorfisme. Per exemple, en el cas de l'homotopia, la O i la P pertanyen a la mateixa classe perquè la O es pot encaixar amb la part superior de la P, i la cua de la P es pot deformar a la seva part "rodona".
Les classes d'homeomorfisme són:
- cap forat (C, G, I, J, L, M, N, S, U, V, W, Z)
- cap forat i tres cues (E, F, T, Y)
- cap forat i quatre cues (X)
- un forat i cap cua (D, O)
- un forat i una cua (P, Q)
- un forat i dues cues (A, R)
- dos forats i cap cua (B)
- una barra amb quatre cues (H, K)

Les classes d'homotopia són més grans, perquè les cues es poden deformar a un sol punt:
- un forat (A, R, D, O, P, Q)
- dos forats (B)
- cap forat (C, E, F, G, H, I, J, K, L, M, N, S, T, U, V, W, X, Y, Z)

Per classificar correctament les lletres, cal demostrar que dues lletres de la mateixa classe són equivalents i que dues lletres de classes diferents no són equivalents. En el cas de l'homeomorfisme, això es pot visualitzar seleccionant punts i mostrant que, si s'eliminen aquests punts, les lletres queden desconnectades de diferent manera. Per exemple, la X i la Y no són homeomorfes, perquè si s'elimina el punt central de la X, queden quatre peces; si s'elimina un punt qualsevol de la Y, com a molt queden tres peces. En el cas de l'equivalència d'homotopia, la demostració és més complicada, i requereix mostrar que un invariant algebraic, com el grup fonamental és diferent per a classes diferents.
La topologia de les lletres té una rellevància pràctica en la tècnica tipogràfica de l'estergit. Per exemple, cadascuna de les lletres de la font Braggadocio(en) estan fetes amb peces connectades de material.

## Conceptes

### Topologies sobre conjunts
El terme topologia també es refereix a una idea matemàtica específica, crucial per a l'àrea d'estudi coneguda també com a topologia. Informalment, una topologia ens diu com estan relacionats espacialment els elements d'un conjunt. El mateix conjunt pot tenir diferents topologies. Per exemple, la recta real, el pla complex i el conjunt de Cantor es poden interpretar com el mateix conjunt amb diferents topologies.
Formalment, sigui X un conjunt, i sigui τ una família de subconjunts de X. Llavors hom diu que τ és una topologia sobre X si:
1. Tant el conjunt buit com X són elements de τ,
2. Qualsevol unió d'elements de τ és un element de τ, i
3. Qualsevol intersecció d'un nombre finit d'elements de τ és un element de τ.

Si τ és una topologia sobre X, llavors es diu que el parell (X, τ) és un espai topològic. Es pot emprar la notació Xτ per simbolitzar un conjunt X dotat d'una topologia en particular τ.
Els elements de τ es diuen conjunts oberts de X. Es diu que un subconjunt de X és tancat si el seu complementari pertany a τ (és a dir, si el seu complementari és obert). Un subconjunt de X pot ser obert, tancat, obert i tancat alhora (conjunt clopen), o ni obert ni tancat. El conjunt buit i el conjunt total (és a dir, X) sempre són oberts i tancats alhora. Un conjunt obert que conté un punt x s'anomena veïnat o entorn de x.
Un espai topològic és un conjunt dotat d'una topologia.

### Funcions contínues i homeomorfismes
Una funció o aplicació d'un espai topològic en un altre s'anomena contínua si l'antiimatge de qualsevol conjunt obert és, de nou, un conjunt obert. Si la funció envia els nombres reals als nombres reals (tots dos espais amb la topologia estàndard), llavors aquesta definició de continuïtat és equivalent a la definició de continuïtat del càlcul. Si una funció contínua és injectiva i exhaustiva, i si la inversa de la funció també és contínua, llavors hom diu que la funció és un homeomorfisme, i que el domini de la funció és homeomorf al recorregut. Una altra manera d'expressar això és que la funció té una extensió natural a la topologia. Si dos espais són homeomorfs, llavors tenen propietats topològiques idèntiques, i des d'un punt de vista topològic es consideren com el mateix espai. El cub i l'esfera són homeomorfs, de la mateixa manera que la tassa de cafè i el dònut; però la circumferència no és homeomorfa al dònut.

### Varietats
Mentre que els espais topològics poden ser molt variats i estranys, moltes àrees de la topologia se centren en la classe d'espais més familiars coneguts com a varietats. Una varietat és un espai topològic que s'assembla a l'espai euclidià al voltant de cada punt. Més precisament, cada punt d'una varietat n-dimensional té un entorn que és homeomorf a l'espai euclidià de dimensió n. Les rectes i les circumferències, però no les lemniscates, són varietats unidimensionals. Les varietats bidimensionals també s'anomenen superfícies. Alguns exemples en són el pla, l'esfera i el tor, tots ells realitzables sense autointerseccions en 3 dimensions; l'ampolla de Klein i el pla projectiu real també són varietats bidimensionals, però no es poden realitzar a l'espai tridimensional sense que tinguin autointerseccions.

## Àrees d'estudi

### Topologia general
La topologia general és l'àrea de la topologia que tracta les definicions i construccions bàsiques de la topologia. Estableix els fonaments per les altres àrees de la topologia, com la topologia diferencial, la topologia geomètrica i la topologia algebraica.
Els conceptes fonamentals de la topologia general són la continuïtat, la compacitat i la connectivitat. Intuïtivament, les funcions contínues porten punts propers a punts propers. Els conjunts compactes són aquells que es poden recobrir per un nombre finit de conjunts de grandària arbitràriament petita. Els conjunts connexos són conjunts que no es poden dividir en dues peces separades. Els termes proper, arbitràriament petit i suficientment separat es poden definir de manera precisa mitjançant l'ús de conjunts oberts. Si hom canvia la definició de conjunt obert, es canvia també el significat de les funcions contínues, conjunts compactes i conjunts connexos. Cada elecció de conjunt obert s'anomena topologia. Un conjunt amb una topologia rep el nom d'espai topològic.
Els espais mètrics són una classe important d'espais topològics, on hom pot assignar un nombre a les distàncies; llavors hom parla que ha assignat una mètrica. El fet de tenir una mètrica fa que moltes demostracions siguin més senzilles, i la majoria dels espais topològics habituals són espais mètrics.

### Topologia algebraica
La topologia algebraica és una branca de les matemàtiques que utilitza les eines de l'àlgebra abstracta per estudiar els espais topològics. L'objectiu principal és trobar invariants algebraics que permetir classificar els espais topològics llevat d'homeomorfisme, tot i que la majoria d'aquests invariants permeten classificar llevat de tipus d'homotopia.
El més important d'aquests invariants són els grups d'homotopia, l'homologia i la cohomologia.
Encara que la topologia algebraica utilitza principalment l'àlgebra per tal d'estudiar problemes topològics, de vegades també és possible resoldre problemes algebraics utilitzant la topologia. Per exemple, la topologia algebraica facilita una demostració senzilla de què tot subgrup d'un grup lliure és, de nou, un grup lliure.

### Topologia diferencial
La topologia diferencial és l'àrea d'estudi que tracte les funcions diferenciables sobre varietats diferenciables. Està íntimament lligada amb la geometria diferencial, i juntes configuren la teoria geomètrica de les varietats diferenciables.
Més específicament, la topologia diferencial considera les propietats i les estructures que només requereixen una estructura suau sobre una varietat per tal de definir-les. Les varietats suaus són "més suaus" que les varietats amb estructures geomètriques addicionals, que poden actuar com a obstacles a certs tipus d'equivalències i deformacions que existeixen en la topologia diferencial. Per exemple, el volum i la curvatura de Riemann són invariants que permeten diferenciar estructures geomètriques sobre la mateixa varietat suau; és a dir, hom pot "aplanar" certes varietats, però llavors és necessari distorsionar l'espai i modificar-ne la curvatura o el volum.

### Topologia geomètrica
La topologia geomètrica és una branca de la topologia que se centra en varietats de dimensió baixa (és a dir, de dimensions 2, 3 o 4) i la seva interacció amb la geometria, però també inclou certs àmbits de la topologia en dimensions superiors. Alguns exemples de conceptes de la topologia geomètrica són l'orientabilitat, la descomposició en nanses, la planaritat local i el teorema de Jordan–Schönflies en dimensions superiors.
En topologia de dimensions superiors, les classes característiques són un invariant bàsic, i la teoria de la cirurgia és una teoria clau.
La topologia en dimensió baixa és fortament geomètrica, com reflecteix el teorema d'uniformització de Riemann en 2 dimensions: tota superfície admet una mètrica de curvatura constant. Geomètricament, té una geometria d'entre 3 de possibles: curvatura positiva (o esfèrica), curvatura 0 (o plana) i curvatura negativa (o hiperbòlica). Addicionalment, existeix la conjectura de geometrització de Thurston (demostrada) en 3 dimensions: tota varietat tridimensional es pot tallar en peces, cadascuna de les quals pot tenir una geometria d'entre 8 de possibles.
La topologia bidimensional es pot estudiar com una geometria complexa en una variable (les superfícies de Riemann són corbes complexes): pel teorema d'uniformització, tota classe conforme de mètriques és equivalent a una mètrica complexa. De manera similar, la topologia de dimensió 4 es pot estudiar des del punt de vista de la geometria complexa en dues variables (superfícies complexes), encara que no tota varietat de dimensió 4 admet una estructura complexa.

### Generalitzacions
Ocasionalment, hom necessita utilitzar les eines de la topologia, però no existeix un "conjunt de punts". En la topologia sense punts, hom considera els reticles de conjunts oberts com a noció bàsica de la teoria, mentre que les topologies de Grothendieck són estructures definides sobre categories arbitràries que permeten la definició de feixos sobre aquestes categories, i en conseqüència, les definicions de teories de cohomologia general.

## Aplicacions

### Biologia
La teoria de nusos, una branca de la topologia, s'utilitza en biologia per estudiar els efectes de certs enzims sobre l'ADN. Aquests enzims tallen, retorcen i reconnecten l'ADN, provocant així nusos amb efectes observables com una electroforesi més lenta. La topologia també s'utilitza en biologia evolutiva per representar la relació entre el fenotip i el genotip. Les formes fenotípiques que poden semblar diferents es poden separar mitjançant un petit nombre de mutacions, depenent de com es materialitzin els canvis genètics als canvis fenotípics durant el desenvolupament.

### Ciències de la computació
L'anàlisi topològica de dades utilitza tècniques de la topologia algebraica per determinar l'estructura a gran escala d'un conjunt (per exemple, determinar si un núvol de punts és esfèric o toroïdal). El mètode principal utilitzat en l'anàlisi topològica de dades és:
1. Substituir un conjunt de punts de dades per una família de complexos simplicials, indexada per un paràmetre de proximitat.
2. Analitzar aquests complexos simplicials mitjançant la topologia algebraica; específicament, mitjançant la teoria de l'homologia persistent.[25]
3. Codificar l'homologia persistent d'un conjunt de dades en la forma d'una versió parametritzada d'un nombre de Betti, anomenada codi de barres.[25]

### Física
En física, la topologia s'utilitza en diverses àrees, com la teoria quàntica de camps i la cosmologia.
Una teoria topològica quàntica de camp ((anglès) topological quantum field theory, TQFT) és una teoria quàntica de camps que calcula invariants topològics.
Encara que les TQFT foren creades pels físics, també tenen un interès matemàtic, ja que estan relacionades, entre d'altres, amb la teoria de nusos i les 4-varietats de la topologia algebraica, i amb la teoria d'espais de mòduls en geometria algebraica. Donaldson, Jones, Witten i Kontsevich han estat guardonats amb Medalles Fields per la seva feina relacionada amb la teoria topològica de camps.
En cosmologia, es pot emprar la topologia per descriure la forma global de l'univers. Aquesta àrea d'estudi es coneix com a topologia de l'espaitemps.

### Robòtica
El conjunt de possibles posicions d'un robot es poden descriure mitjançant una varietat anomenada espai de configuració. En l'àrea de la planificació de moviment, hom pot trobar camins entre dos punts de l'espai de configuració. Aquests espais representen un moviment de les articulacions del robot i d'altres peces per tal d'arribar a la posició desitjada.